# Dohna (Familienname)
Dohna ist ein deutscher Familienname.

## Namensträger
- Abraham von Dohna (Kämmerer) (1542–1569), Kämmerer von Herzog Albrecht von Preußen
- Abraham von Dohna (Verweser) († 1587), Verweser des Fürstentums Glogau
- Abraham II. von Dohna (1561–1613), schlesischer Adliger und Staatsmann
- Abraham von Dohna (Schriftsteller) (1579–1631), brandenburgischer Staatsmann, Oberst und Schriftsteller
- Adalbert zu Dohna (1816–1889), preußischer Generalmajor
- Adalbert zu Dohna-Lauck (1849–1912), deutscher Verwaltungs- und Hofbeamter
- Adelheid von Dohna († 1342), geb. von Schönburg-Glauchau, Burggräfin, Gemahlin von Otto (Heide)
- Adelheid zu Dohna-Poninska (1804–1881), Stadtplanerin, siehe Adelheid Poninska
- Albrecht zu Dohna-Schlodien (1764–1813), preußischer Oberstleutnant und Ritter des Orden Pour le Mérite
- Alexander zu Dohna-Schlobitten (1661–1728), kurbrandenburgisch-preußischer Generalfeldmarschall und Diplomat
- Alexander zu Dohna-Schlobitten (1899–1997), deutscher Offizier und Autor
- Alexander Fabian zu Dohna-Schlobitten (1781–1850), preußischer Offizier, Ritter des Ordens Pour le Mérite
- Alfred zu Dohna-Mallmitz (1809–1859), schlesischer Gutsbesitzer, Politiker und Mitglied des preußischen Herrenhauses
- Alfred zu Dohna-Schlobitten (1852–1929), deutscher Offizier in der Preußischen Armee
- August von Dohna-Lauck (1728–1796), preußischer Generalmajor
- Carl zu Dohna-Schlobitten (1857–1942), deutscher Rittergutsbesitzer und Verwaltungsbeamter
- Carl Friedrich zu Dohna-Lauck (1799–1873), preußischer Standesherr und Mitglied des preußischen Herrenhauses
- Christian Albrecht von Dohna (1621–1677), kurbrandenburgischer General
- Christiane Eleonore zu Dohna-Lauck (1723–1786), deutsche Dichterin geistlicher Lieder, Adlige und Äbtissin des Klosters Drübeck
- Christoph von Dohna (Oberlausitz) († 1560), Landvogt der Oberlausitz
- Christoph von Dohna (1539–1584), dänischer Feldherr, Diplomat und Politiker
- Christoph von Dohna (1583–1637), deutscher Politiker und Gelehrter
- Christoph von Dohna (1702–1762), preußischer General, siehe Christoph II. von Dohna-Schlodien
- Christoph Delphicus von Dohna (1628–1668), schwedischer Feldmarschall und Diplomat
- Dietrich von Dohna (1650–1686), kurbrandenburgischer Obrist
- Ellis Dohna (1942–2022), deutscher Schriftsteller, siehe Volker Elis Pilgrim
- Emil zu Dohna-Schlodien (1805–1877), preußischer Generalleutnant
- Fabian I. von Dohna (1550–1621), deutscher Söldnerführer und Diplomat
- Fabian zu Dohna-Schlodien (1802–1871), Landrat des Kreises Sagan
- Feodor zu Dohna-Lauck (1877–1945), deutscher Diplomat
- Friedrich von Dohna (1621–1688), niederländischer General, niederländisch-preußischer Staatsmann
- Friedrich von Dohna (1574–1634), böhmischer Adliger, Reisender und Schriftsteller, siehe Friedrich von Donin
- Friedrich Karl Emil zu Dohna-Schlobitten (1784–1859), deutscher Feldmarschall
- Friedrich Ferdinand Alexander zu Dohna-Schlobitten (1771–1831), deutscher Politiker
- Friedrich Ludwig zu Dohna-Lauck (1873–1924), erbliches Mitglied des Preußischen Herrenhauses
- Friedrich Christoph von Dohna (1664–1727), preußischer und schwedischer Generalleutnant und Diplomat
- Friedrich Carl zu Dohna-Carwinden (1721–1784), schwedischer Generalleutnant
- Friedrich Ludwig zu Dohna-Carwinden (1697/94–1749), preußischer Generalfeldmarschall
- Heinrich zu Dohna-Wundlacken (1777–1843), preußischer Offizier und Beamter
- Heinrich Graf zu Dohna-Schlobitten (1882–1944), Gutsbesitzer, als Mitglied des Widerstandes gegen Hitler hingerichtet
- Hermann zu Dohna-Finckenstein (1894–1942), deutscher Rittergutsbesitzer und Politiker (NSDAP)
- Hermann zu Dohna-Kotzenau (1809–1872), deutscher Großgrundbesitzer, Mitglied des Reichstags
- Jesko zu Dohna (* 1961), deutscher Historiker und Archivar
- Karl Hannibal von Dohna (1588–1633), Kaiserlicher Oberkammerpräsident und Gegenreformator Schlesiens
- Lothar zu Dohna (1924–2021), deutscher Historiker
- Ludwig Wilhelm zu Dohna-Lauck (1805–1895), Abgeordneter in der Frankfurter Nationalversammlung
- Nikolaus Graf zu Dohna-Schlodien (1879–1956), Marineoffizier, Kommandant der Möve
- Otto zu Dohna-Reichertswalde (1802–1875), preußischer Standesherr und Politiker
- Richard zu Dohna-Schlobitten (1843–1916), preußischer Politiker und Vertrauter Kaiser Wilhelms II.
- Richard Emil zu Dohna-Schlobitten (1872–1918), Majoratsherr und Parlamentarier
- Richard Friedrich zu Dohna-Schlobitten (1807–1894), Landhofmeister im Königreich Preußen, Ritter des Schwarzen Adlerordens
- Theobald zu Dohna (1811–1875), preußischer Generalmajor
- Wilhelm Alexander von Dohna-Schlodien (1695–1749), preußischer General, Ritter des Schwarzen Adlerordens